# Neva Towers
Neva Towers (ранее — Renaissance Moscow Towers) — высотный комплекс, занимающий 17-й и 18-й участки Московского международного делового центра.  
Ранее на этом месте планировалось возвести башню «Россия» высотой 612 метров, спроектированную Норманом Фостером, но из-за финансового кризиса и проблем у инвесторов — Шалвы Чигиринского и Виктора Рашникова — строительство было отменено. В феврале 2014 права на половину участка перешли к Renaissance Construction. 
На участке общей площадью 2,41 га компания возводит две башни на едином четырёхэтажном стилобате: жилое здание высотой 345 метров и 79 этажей, а также 68-этажную башню высотой 302 метра, в которой до 28-го этажа предполагаются офисы. Общая площадь комплекса составит 349,2 тысяч м2. На территории Neva Towers предусмотрен частный парк площадью 7 тысяч м2. Кроме того, в жилой башне разместится отель и фитнес-центр с бассейном. Также для сотрудников офисов и владельцев 1210 апартаментов запроектирована парковка на 2040 машиномест.
Проект разрабатывало архитектурное бюро SPEECH в партнёрстве с американскими компаниями HOK и FXFOWLE Architects, общественные пространства проектировало бюро Hirsch Bedner Associates. В отделке небоскрёбов использованы каменные ламели светлого камня. Само здание претендует на получение сертификата LEED Gold.
Застройщик сдал вторую башню и инфраструктуру в конце 2019 года, первую башню — в конце 2020 года. Продажи апартаментов открылись в сентябре 2016 года.
Застройщиком объекта является ООО «СТ Тауэрс», техническим заказчиком и генеральным подрядчиком выступает турецкая компания Renaissance Construction.

## Галерея

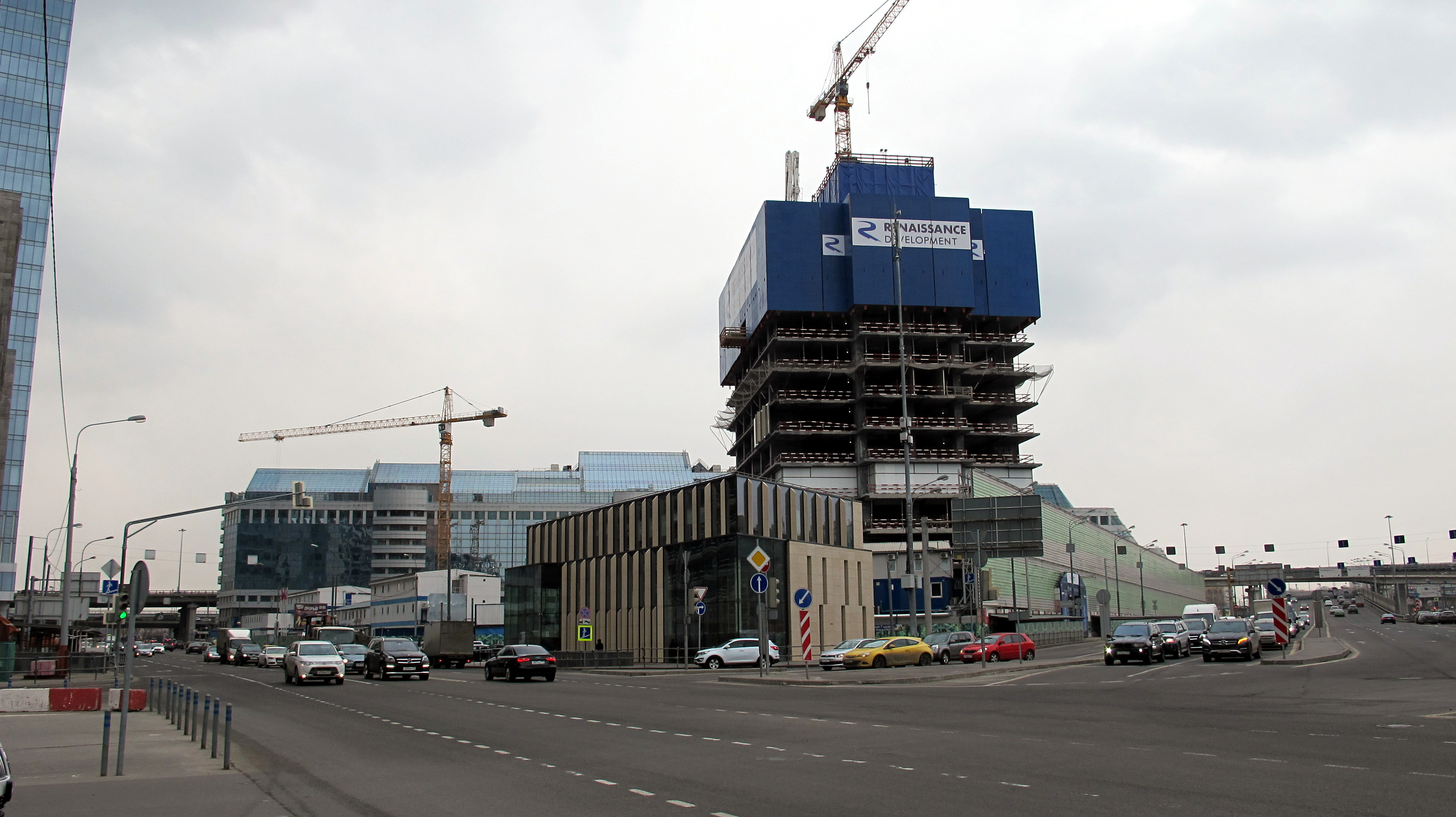
22 марта 2016 года
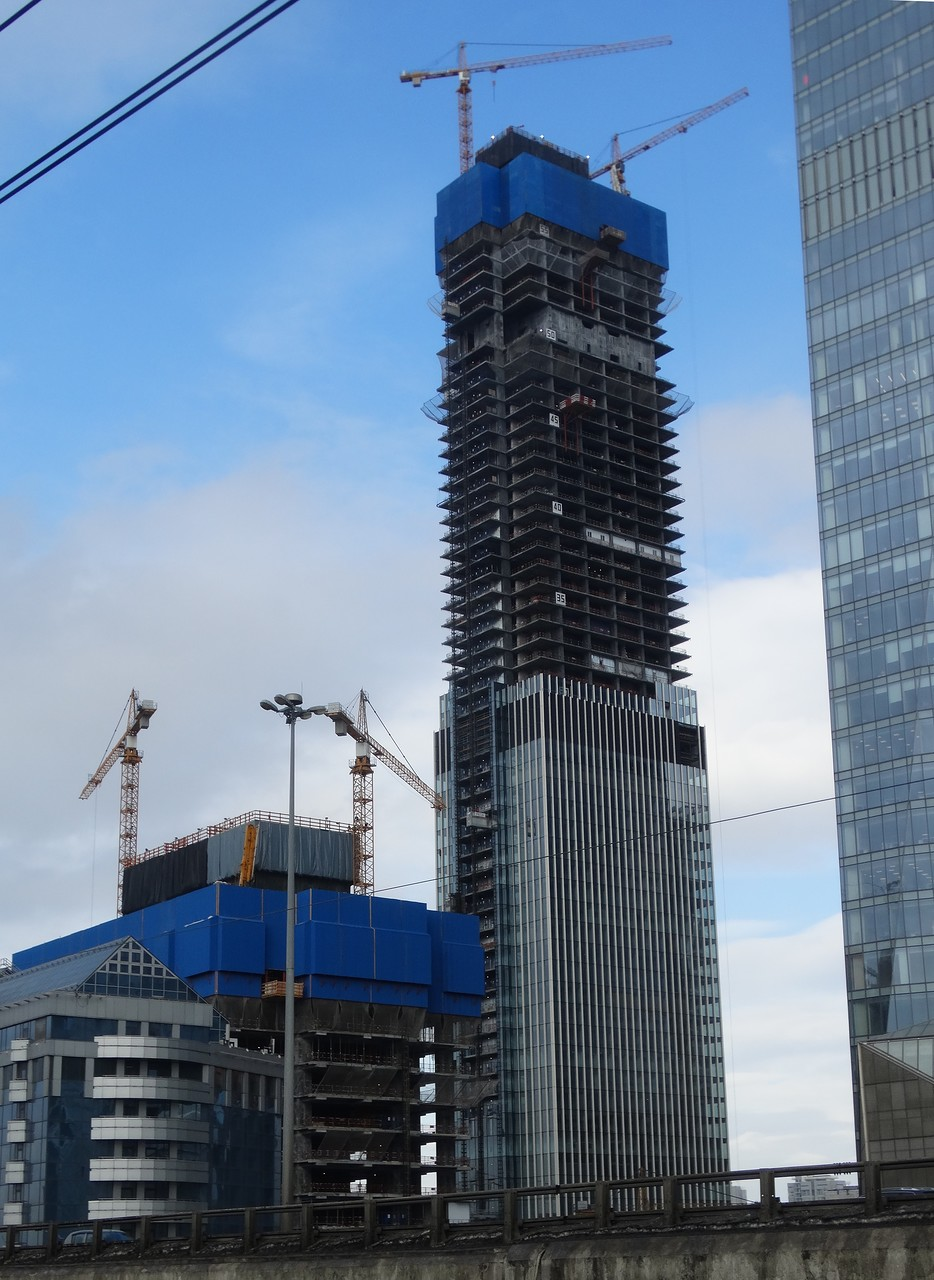
11 марта 2018 года
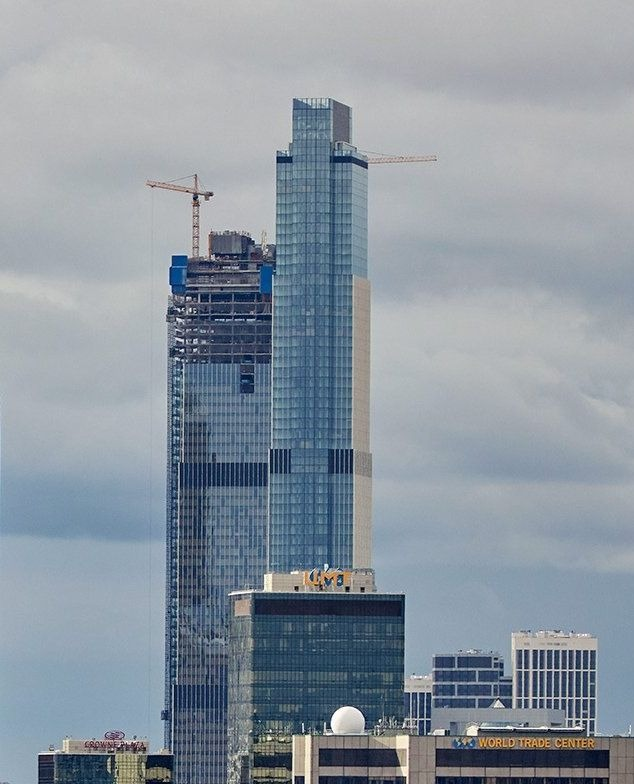
Neva Towers в 2019 году
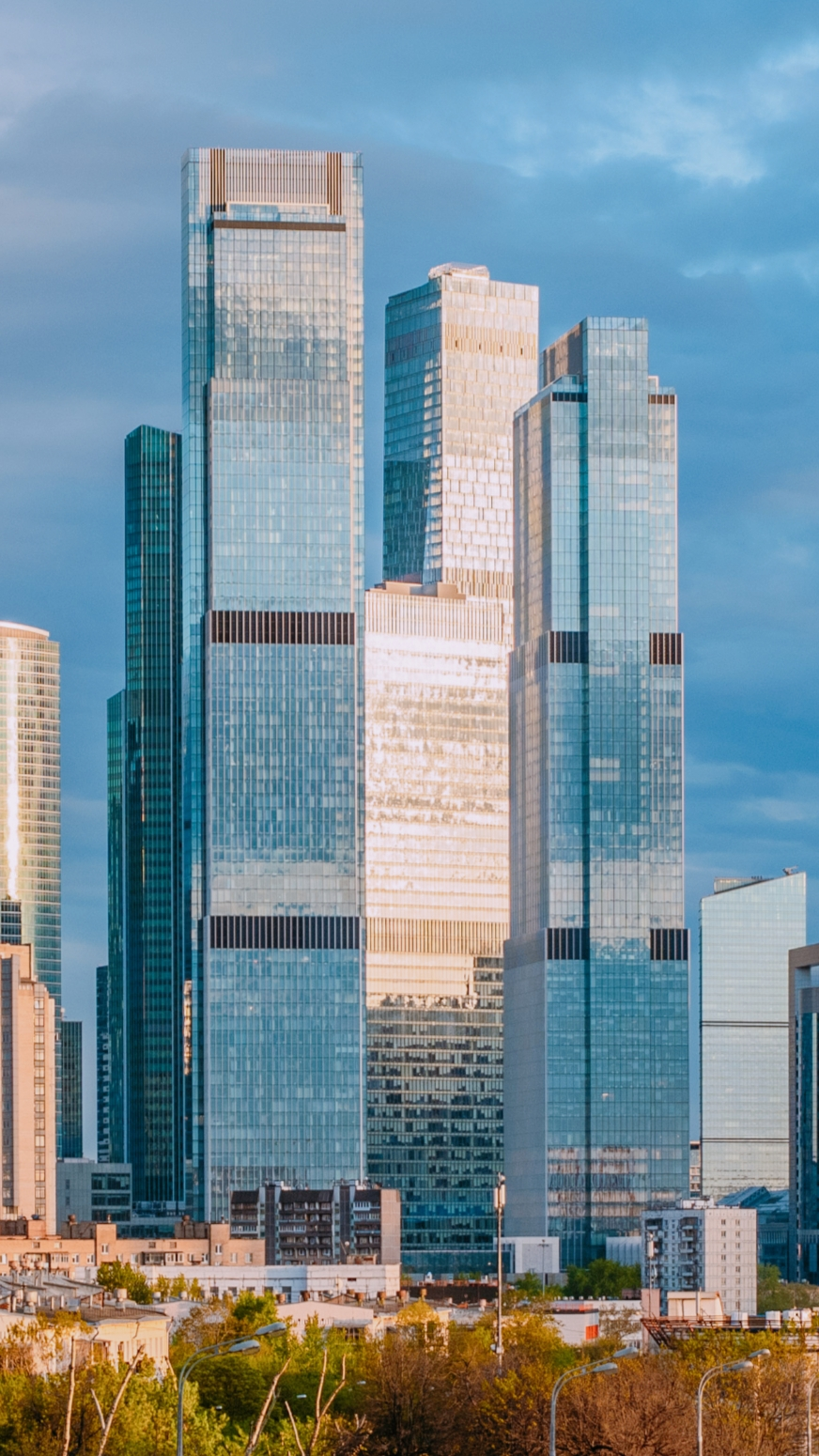
Neva Towers в сентябре 2020